# 亂如麻
《亂如麻》（日语：ざんばら），是日本男歌手近藤真彥的第46張單曲。2010年2月22日發行。

## 簡介
《亂如麻》是著名已故作詞家川內康範（2008年逝世）在21年前所有，希望由近藤真彥演唱的歌曲。但因為當時近藤的母親逝世不久，陷於悲痛中的近藤無法演繹出這首歌所表達的感情，所以一直被塵封保存下來。21年後，藉著出道30週年，近藤決定發行這首歌。由於原本已填好歌詞，最終篩選剩下兩首曲的時候，不知道挑選哪首，於是決定將兩首歌錄成一張CD單曲——搖滾曲風的《心 亂如麻》和民謠曲風的《戀 亂如麻》。
原指女性蓬亂的頭髮，在這裡指失去戀人後不論是心還是身體都凌亂不堪的狀態。
CD封面是由近藤親自用毛筆書寫的標題和、二字。近藤在新年時抽空去泡溫泉，但工作人員讓他攜同毛筆和紙墨前往。近藤就一邊喝著酒望著海寫了近100張，從中篩出一張作為封面字樣。
榮獲第52回日本唱片大賞的最優秀歌唱賞。近藤在1981年以《悠然銀光中》獲得最優秀新人賞，1987年更以《愚者》獲得大賞，因此成為史上第五位獲得日本唱片大賞三大主要獎項的音樂人，也是第一位非演歌歌手締造這個紀錄。近藤這次獲獎，是他所屬的傑尼斯事務所1990年辭退所有評獎之後首次讓旗下的藝人得獎，不過傑尼斯方面表示這次是因為近藤而作的特例，不參與評獎的原則會繼續。

## 收錄曲目
1. 心 亂如麻（心 ざんばら）
  - 作詞：川內康範；作曲、編曲：HΛL
2. 戀 亂如麻（恋 ざんばら）
  - 作詞：川內康範；作曲、編曲：TSUKASA
3. 心 亂如麻 -Original Karaoke-
4. 戀 亂如麻 -Original Karaoke-